# كنعان بن يقشان
كنعان بن يقشان بن إبراهيم، كما يسمى «سبأ»، بحسب التوراة، هو أول أبناء يقشان من زوجته رعوة بنت ذمر ومن أخوته: ددان وكان لددان ثلاثة أبناء، وهم أشوريم، طوشيم، والتميم. وولد لكنعان مازيغ.

## في العربية
ذكر الطبري: "قال: وولد لإبراهيم  إسماعيل وهو أكبر ولده - وأمه هاجر وهي قبطية، وإسحاق، وكان ضرير البصر، وأمه سارة ابنة بتويل بن ناخور بن ساروع بن أرغوا بن فالغ بن عابر بن أرفخشد بن سام بن نوح - ومدن، ومدين، ويقسان، وزمران، وأسبق، وسوح، وأمهم قنطورا بنت مقطور من العرب العاربة." كما ذكر الطبري "أن الأمازيغ من ذرية يقشان بن إبراهيم ."
وقد ذكر ابن خلدون أنه قد قال القديس الجزائري الأمازيغي أوغسطين قولة مأثورة:«إذا سألتم فلاحينا عن أصلهم؛ سيجيبون: نحن كنعانيون.» وهي أن الأمازيغ أبناء كنعان بن يقشان.

## في التاريخ
كما يذكر المؤرخ اليهودي يوسيفيوس أن إبراهيم وزع أبنائه في مستعمرات بعيدة عن أرض الميعاد ليبقيهم بعيدا عن ممتلكات إسحاق. وبناء على وعد الله في نشر ذريته على الأرض، سكن أبناء قطورة في مناطق «العربية الخيرة» التي تصل إلى حد البحر الأحمر.
وجدة كنعان هي قطورة حيث نجد في تاريخ الطبري، سماها قطورة بنت يقطن من الكنعانيين ثم ذكر لاحقا أنها قنطورا بنت مقطور من العرب العاربة. حيت يقول البعض أن يقشان سمى ابنه البكر كنعان تيمنا بأجداد أمه الكنعانيون. وفي القرن الثامن عشر، اعتقد بعض الكتاب أن قطورة هي أم الأفارقة واستعملوها كدلالة لشرح مقاربة الطقوس الأفريقية بالطقوس اليهودية.

## أبناؤه
- مازيغ